# 3634 Iwan
3634 Iwan eller 1980 FV är en asteroid i huvudbältet som upptäcktes den 16 mars 1980 av den svenske astronomen Claes-Ingvar Lagerkvist vid La Silla-observatoriet i Chile. Den är uppkallad efter den brittiske astronomen Iwan P. Williams.